# Спринг Гроув (Индијана)
Спринг Гроув (енгл. Spring Grove) град је у америчкој савезној држави Индијана.

## Демографија
По попису из 2010. године број становника је 344, што је 42 (-10,9%) становника мање него 2000. године.
| Група             | 2000.       | 2010.       |
| Белци             | 366 (94,8%) | 304 (88,4%) |
| Афроамериканци    | 11 (2,8%)   | 19 (5,5%)   |
| Азијати           | 6 (1,6%)    | 4 (1,2%)    |
| Хиспаноамериканци | 0 (0,0%)    | 3 (0,9%)    |
| Укупно            | 386         | 344         |